# سوپرمارین سوان
سوپرمارین سوان (به انگلیسی: Supermarine Swan) یک هواپیمای آزمایشی آبی خاکی بریتانیایی در دهه ۱۹۲۰ بود که توسط شرکت هواپیماسازی سوپرمارین در وولستون، ساوت‌همپتون ساخته شد.

## کاربران
بریتانیا

## مشخصات فنی
داده‌ها از 

ویژگی‌های عمومی
- خدمه: ۲
- ظرفیت: ۱۰ مسافر یا ۱۳۵۲ کیلوگرم (۲۹۸۲ پوند) محموله
- طول: ۱۴٫۷۸ متر (۴۸ فوت ۶ اینچ)
- پهنای بال: ۲۰٫۹۳ متر (۶۸ فوت ۸ اینچ)
- ارتفاع: ۵٫۵۷ متر (۱۸ فوت ۳ اینچ)
- مساحت بال‌ها: ۱۱۷٫۶ متر مربع (۱٬۲۶۶ فوت مربع)
- وزن خالی: ۴٬۵۸۸ کیلوگرم (۱۰٬۱۱۴ پوند)
- وزن ناخالص: ۶٬۲۱۹ کیلوگرم (۱۳٬۷۱۰ پوند)
- پیشرانه: ۲ عدد موتور پیستونی اینلاین Napier Lion IIB، ۳۳۶ کیلووات (۴۵۱ اسب بخار) در هر موتور

عملکرد
- حداکثر سرعت: ۱۷۵ کیلومتر بر ساعت (۱۰۹ مایل بر ساعت، ۹۴ گره)
- سرعت کروز: ۱۴۸ کیلومتر بر ساعت (۹۲ مایل بر ساعت، ۸۰ گره)
- سرعت واماندگی: ۷۲ کیلومتر بر ساعت (۴۵ مایل بر ساعت، ۳۹ گره)
- بُرد: ۴۸۰ کیلومتر (۳۰۰ مایل، ۲۶۰ مایل دریایی)
- حداکثر ارتفاع: ۳٬۱۱۰ متر (۱۰٬۲۰۰ فوت)
- نرخ صعود: ۲٫۶ متر بر ثانیه (۵۱۰ فوت بر دقیقه)
- بارگیری بال: ۵۲٫۶ کیلوگرم بر متر مربع (۱۰٫۷۸ پوند بر فوت مربع)

## همچنین ببینید
توسعه مرتبط
- Supermarine Scylla
- سوپرمارین ساوت‌همپتون

هواگردهای با عملکرد، پیکربندی و یا دوره زمانی مشابه
- Felixstowe F.5
- English Electric Kingston
- Hiro H1H
- Naval Aircraft Factory PN

فهرست‌های مرتبط
- List of flying boats and floatplanes

## یادکردها
1. ↑  Andrews & Morgan 1981, p. 95.
2. ↑  Simmonds 1926, pp. 180–182.

## جهت مطالعه
- Jackson, A. J. (1974). British Civil Aircraft 1919-1972. Vol. 3 (2nd ed.). London: Putnam. ISBN 978-0-370-10014-2.